# 阿尔赫特
阿尔赫特，是西班牙马德里自治区的一个市镇。总面积38平方公里，总人口20136人（2013年），人口密度531.57人/平方公里。